# Шоссейный (Ростовская область)
Шоссе́йный — посёлок в Зерноградском районе Ростовской области России.
Входит в состав Зерноградского городского поселения.

## Население
| 2010 |
| ---- |
| 386  |

## История
В 1963 году населённому пункту 1-го отделения опытного хозяйства «Зерновое» присвоено наименование Шоссейный.

## Улицы
| - ул. Вишнёвая, - ул. Донская, - ул. Молодёжная, - ул. Новая, | - ул. Пугачёва, - ул. Специалистов, - ул. Центральная. |